# Cumellopsis helgae
Cumellopsis helgae är en kräftdjursart som beskrevs av William Thomas Calman 1905. Cumellopsis helgae ingår i släktet Cumellopsis och familjen Nannastacidae. Inga underarter finns listade i Catalogue of Life.